# TechCrunch
TechCrunch è un blog statunitense che si occupa di tecnologia e informatica. Il sito è stato fondato nel 2005 da Michael Arrington.
Secondo la classifica Technorati viene dato come Rank 2, e il 17 luglio 2008 ha raggiunto 928.000 iscritti secondo FeedBurner.
Il 28 settembre 2010 ne è stata annunciata l'acquisizione da parte di AOL.

## Crunchbase
TechCrunch gestisce CrunchBase, una base di dati di aziende startup facente parte di investitori, incubatori, startup che comprende circa 500.000 tra profili aziendali, persone, fondi, finanziamenti e eventi.
La società dichiara di avere oltre 50.000 contributori attivi.
Tutti i cambiamenti sono sottoposti a revisione da un moderatore prima di essere accettati.
I dati sono costantemente rivisti dagli editori per assicurare che siano sempre aggiornati.
CrunchBase afferma di avere 2 milioni di accessi ogni mese alla sua base di dati.